# Sidy Diop
Sidy Diop Blackburg (Dakar, 3 marzo 1975) è un attore ed ex modello senegalese che vive e lavora in Italia.

## Biografia
Nato a Dakar, è cresciuto a New York, dove appena maggiorenne inizia a lavorare come salesman nei grandi negozi di SoHo e come modello. Un paio d'anni più tardi entra nel mondo della recitazione, frequentando i corsi presso i Weist-Barron Studios, sempre a New York. In seguito si trasferisce in Italia, a Roma dove inizia a lavorare in teatro, debuttando nel teatro shakespeariano con la Compagnia Lavia in Misura per misura, nel ruolo di Bernardino, un carcerato.  
Nel 2009 inizia la carriera cinematografica e televisiva, con il debutto del film dei fratelli Vanzina La vita è una cosa meravigliosa, dove interpreta il ruolo di Dada, il maggiordomo di Gigi Proietti. Ha lavorato con registi come Carlo Vanzina, Leonardo Pieraccioni, Alessandro Piva, Stefano Sollima. Sul piccolo schermo è conosciuto per Gomorra - La serie, dove ha interpretato il ruolo di Tokumbo.

## Filmografia

### Cinema
- Io & Marilyn, regia di Leonardo Pieraccioni (2009)
- Henry, regia di Alessandro Piva (2010)
- La vita è una cosa meravigliosa, regia di Carlo Vanzina (2010)
- Fuori Mira, regia di Erik Bernasconi (2014)
- Ma tu di che segno 6?, regia di Neri Parenti (2014)
- Go Home - A casa loro, regia di Luna Gualano (2018)
- Cosa fai a Capodanno?, regia di Filippo Bologna (2018)
- In vacanza su Marte, regia di Neri Parenti (2020)
- La mia ombra è tua, regia di Eugenio Cappuccio (2022)
- Muti - The Ritual Killer, regia di George Gallo (2023)

### Televisione
- Gomorra - La serie – serie TV, episodio 1x04 (2014)
- L'ispettore Coliandro – serie TV, episodio 5x04 (2016)
- Marta & Eva – serie TV (2021)
- Un'estate fa, regia di Davide Marengo e Marta Savina – miniserie TV (2023)

## Doppiaggio
- Djimon Hounsou in The Legend of Tarzan